# 鈴木満 (サッカー選手)
鈴木 満（すずき みつる、1957年5月30日 - ）は、宮城県仙台市出身の元サッカー選手、サッカー指導者。現役時代のポジションはFW、MF。

## 来歴
3人兄弟（弟及び妹が各1人）の長男であり、実家は農家であった。小学3年よりサッカーを始め、宮城県工業高校でもサッカー部に所属したが全国大会へ出場することは叶わなかった。
高校卒業後の1976年、中央大学に進学してサッカー部に所属した。金田喜稔が同期であり、在学中はユース代表に選出された。
大学卒業後の進路について、両親からは仙台に帰郷するように言われていたため東北電力に入社する用意をしていたが、最終的には大学監督であった丸山義行の薦めもあり住友金属工業に入社した。
住友金属工業では石炭や鉄鉱石の管理業務をする傍らで蹴球団に入団し3年目からキャプテンを務めて、1989年に現役を引退した。
1989年より住友金属工業の監督に就任し、1992年まで監督を務めた。住友金属工業が鹿島アントラーズとしてプロ化した1992年より鹿島のヘッドコーチに就任した。
1996年より鹿島の強化責任者に就任し、2014年時点で鹿島の運営会社である株式会社鹿島アントラーズエフ・シーの常務取締役フットボールダイレクターを務めている。2014年4月、日本サッカー協会の技術委員会の委員に就任した。
2021年12月25日、鹿島のフットボールダイレクターを退任した。今後は強化アドバイザーに就任する予定としている。
同年齢で同じく宮城県仙台市出身であり、川崎フロンターレで要職に就いた庄子春男とはテレビや雑誌で対談もするなど親交がある。

## 所属クラブ
- 宮城県工業高校
- 中央大学
- 1980年 - 1989年 住友金属工業

## 指導歴
- 1989年 - 1991年  住友金属工業：監督
- 1992年 -   鹿島アントラーズ
  - 1992年4月 - 1994年2月　コーチ
  - 1994年3月 - 1996年2月　コーチ兼サテライト監督
  - 1996年2月 - 2000年11月　強化育成課課長
  - 2000年11月 - 2005年3月　強化部長
  - 2005年4月 - 2010年7月　取締役強化部長
  - 2010年7月 - 2019年7月　常務取締役 強化部長
  - 2019年8月 - 2021年12月　取締役 フットボールダイレクター
  - 2022年 -　強化アドバイザー